# Erik Haunstrup Clemmensen
Erik Haunstrup Clemmensen (født 19. september 1920 i København, død 22. februar 2009) var en dansk erhvervsleder og folketingsmedlem, valgt for Det Konservative Folkeparti.
Clemmensen var cand. polit. af uddannelse. Han var fra 1947 ansat ved Carlsberg, og var i fire år selskabets vicedirektør. I 1964 blev han direktør for Novo Industri, men skiftede i 1971 til en stilling som formand for Østifternes Kreditforenings direktion og senere samme i Kreditforeningen Danmark, hvor han var frem til 1988.
Folketingskarrieren begyndte i 1960. Han var medlem frem til 1971 og igen 1973-1977. Fra 1972-1974 var han partiets formand. Erik Haunstrup Clemmensen var desuden engageret i mange foreninger, bl.a. Grænseforeningen, Kræftens Bekæmpelse og Danmarks-Samfundet. 
Han var gift med Bodil Romar (1920-1980). Parret var fra 1966 bosat på Brydegaard i Haarby Kommune.
Erik Haunstrup Clemmensen medvirkede i filmen Er I bange? fra 1971.